# جيلبرت أندرسون
جيلبرت «برونشو بيلي» أندرسون (بالإنجليزية: Broncho Billy Anderson)‏ (و. 1880 – 1971 م) هو ممثل، ومخرج سينمائي، وكاتب سيناريو، ومنتج أفلام، وممثل مسرحي، من الولايات المتحدة الأمريكية، ولد في ليتل روك، أركنساس، توفي عن عمر يناهز 91 عاماً.

## وصلات خارجية
- جيلبرت أندرسون على موقع IMDb (الإنجليزية)
- جيلبرت أندرسون على موقع ألو سيني (الفرنسية)
- جيلبرت أندرسون على موقع أول موفي (الإنجليزية)
- جيلبرت أندرسون على موقع قاعدة بيانات برودواي على الإنترنت (الإنجليزية)
- جيلبرت أندرسون على موقع قاعدة بيانات الأفلام السويدية (السويدية)
- جيلبرت أندرسون على موقع إن إن دي بي (الإنجليزية)
- جيلبرت أندرسون على موقع قاعدة بيانات الفيلم (الإنجليزية)
- جيلبرت أندرسون على موقع كينوبويسك (الروسية)